# Agust D (mixtape)
Agust D è il mixtape di debutto del rapper sudcoreano Agust D, meglio noto come Suga, pubblicato il 15 agosto 2016 su SoundCloud.

## Antefatti e pubblicazione
Prima di lanciare la propria carriera come Suga, rapper del gruppo musicale BTS, nel 2013, Agust D è stato un rapper underground noto con lo pseudonimo di Gloss. Per differenziare il suo lavoro solista da quello di Suga, ha sviluppato l'alter ego Agust D, che deriva dalle iniziali DT, abbreviazione della sua città natale, Daegu Town, e "Suga" letto alla rovescia. Tra un impegno e l'altro come membro dei BTS, ha usato il tempo libero in aereo e in albergo dopo i concerti per produrre e comporre musica.
Agust D è stato creato utilizzando un numero di canzoni composte dal 2011 ad un mese prima dell'uscita. Il 29 luglio 2016 è stato confermato che sarebbe uscito ad agosto: Il 15 agosto è stato caricato su SoundCloud, mentre su Twitter sono stati postati i link per il download gratuito. Il rapper ha scelto il formato del mixtape gratuito poiché un album gli dava "la sensazione di essere intrappolati in una sorte di cornice" a causa della necessità di promozioni e pubblicità, e voleva divulgare la propria musica senza considerare l'attrattiva popolare o i posizionamenti nelle classifiche. Lo stesso giorno della pubblicazione è uscito il video musicale della traccia Agust D, seguito, tre giorni dopo, dal video di Give It to Me. A parte rilasciare due interviste a Grazia Korea e Marie Claire Korea, Agust D non ha promosso ulteriormente il mixtape.
Il 14 giugno 2017, è stata caricata su SoundCloud una nuova versione di So Far Away, cantata da Agust D, Jin e Jung Kook dei BTS.
Nel febbraio 2018, il mixtape è stato ripubblicato per l'acquisto digitale e lo streaming senza le prime due tracce. Queste ultime sono diventate disponibili soltanto il 4 aprile 2023, dopo aver risolto un problema relativo al campionamento di It's a Man's Man's Man's World eseguita da James Brown.

## Descrizione
Sviluppando Agust D sulle basi del genere hip hop, la maggior parte dell'ispirazione per i testi proviene dalle storie personali dell'interprete in merito ai sogni, alla gioventù e alla realtà. Nel mixtape, Agust D espone i propri pensieri interiori sugli inizi della sua ascesa alla celebrità. Intro ; Dt sugA, la quale mostra un classico turntablism hip hop, precede la traccia auto-introduttiva Agust D, che utilizza un rap veloce e preciso su "bassi profondi e intensi" per sottolineare la sicurezza e identità del rapper. In Give It to Me insulta i detrattori della scena underground che, al principio della carriera, l'avevano accusato di essersi "svenduto" diventando un idol K-pop, e nella successiva Skit esplora la dualità di Agust D e Suga "come essere umano e come musicista". Mentre 724148 riflette sul significato di "successo" e sugli inizi di Agust D nella propria città natale, 140503 at Dawn, composta su battiti minimi, riflette sulla sua vulnerabilità al mattino presto, prima di passare a The Last, in cui parla della sua anima consumata dalla depressione, dall'ossessione e dall'odio per se stesso mentre persegue il suo sogno musicale a Seul. In Tony Montana, Agust D prende in prestito il personaggio di Tony Montana dal film del 1983 Scarface per meditare sulla natura del successo, dell'ambizione e dell'invidia. Il testo di Interlude; Dream, Reality consiste soltanto nella parola "dream", conducendo alla traccia conclusiva, la collaborazione con la cantante Suran So Far Away, che riflette sull'essenza della parola "sogno" esortando gli ascoltatori a continuare a sognare.

## Accoglienza
Per i critici, Agust D è un allontanamento significativo dalla musica fatta con i BTS, avendo uno stile hardcore rap che sottolinea le influenze underground del rapper. Billboard e Fuse hanno complimentato la deviazione dell'album dai suoi contemporanei K-pop, realizzata grazie al lavoro di autoproduzione dell'interprete e alla vulnerabilità che ha mostrato nel disco. Fuse lo ha inserito alla posizione #16 della lista dei venti mixtape migliori dell'anno.

## Tracce
Testi e musiche di Agust D, se non diversamente specificato.
1. Intro ; Dt sugA (feat. DJ Friz) – 1:04 (Agust D, Pdogg)
2. Agust D – 3:54
3. Give It to Me – 2:29
4. Skit – 1:14
5. 724148 (치리사일사팔?, Chirisa-ilsapalLR) – 3:05
6. 140503 At Dawn (140503 새벽에?, 140503 saebyeog-eLR) – 1:24 (Agust D, Slow Rabbit)
7. The Last (마지막?, MajimakLR) – 4:05 (Agust D, June, Pdogg)
8. Tony Montana (feat. Yankie) – 3:28 (Agust D, Pdogg, Supreme Boi, Yankie)
9. Interlude; Dream, Reality – 1:32 (Agust D, Slow Rabbit)
10. So Far Away (feat. Suran) – 5:58 (Agust D, Slow Rabbit)

Campionamenti
- Intro: Dt sugA e Agust D contengono un campionamento di It's a Man's Man's Man's World eseguita da James Brown.[11]

## Formazione
- Agust D – voce, scrittura, gang vocal (traccia 2), tastiera (tracce 2-3, 5, 8, 10), sintetizzatore (tracce 2-3, 5, 8, 10), produzione, registrazione (tracce 5-8, 10)
- Alex DeYoung – mastering
- DJ Friz – scratch (traccia 1), registrazione (traccia 1)
- J-Hope – gang vocal (traccia 2)
- June – scrittura (traccia 7), programmazione del ritmo (traccia 7)
- Jung Su-wan – chitarra (tracce 7, 10)
- Jung Woo-young – registrazione (traccia 10)
- Jung Kook – ritornello (traccia 10)
- Kim Bo-sung – mixer (tracce 4, 6-8)
- Pdogg – scrittura (tracce 2, 7-8), gang vocal (traccia 2), tastiera (traccia 7), sintetizzatore (tracce 7-8), registrazione (tracce 2-3, 7, 10), mixer (traccia 1)
- Rap Monster – gang vocal (traccia 2)
- Slow Rabbit – scrittura (tracce 6, 9-10), sintetizzatore (tracce 9-10), tastiera (traccia 10), produzione (tracce 9-10)
- Supreme Boi – scrittura (traccia 8), tastiera (traccia 8), produzione (traccia 7)
- Suran – voce ospite (traccia 10), ritornello (traccia 10)
- Yang Ga – mixer (traccia 2-3, 5, 9-10)
- Yankie – voce ospite (traccia 8), scrittura (traccia 8), produzione (traccia 8)

## Successo commerciale
Dopo l'uscita commerciale a febbraio del 2018, Agust D ha raggiunto la posizione 3 della World Albums Chart, la 5 sulla Heatseekers Albums Chart e la 74 sulla Top Album Sales Chart di Billboard, oltre a far entrare l'interprete nella Emerging Artists Chart in posizione 46 per la settimana del 3 marzo.